# سینما تهران‌پارس

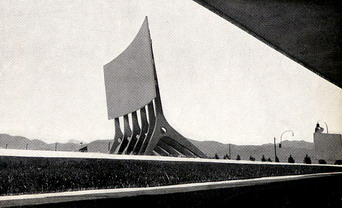
درایو-این سینمای تهرانپارس

سینما تهران‌پارس یا درایوین سینمای تهران‌پارس اولین سینمای اتومبیل رو در ایران بود که در سال ۱۳۳۹ در تپه‌های تهران‌پارس افتتاح شد. در این نوع سینما که هنوز نمونه‌هایی از آن در تعدادی از شهرهای جهان وجود دارد، تماشاگران با اتومبیل به آن وارد می‌شدند و در حالی که در ماشین نشسته بودند فیلم را تماشا می‌کردند. گنجایش این سینما ۲۸۴ اتومبیل و بهای بلیت آن ۱۵۰ ریال بود. به هر اتومبیل یک گوشی یا بلندگوی مخصوص داده می‌شد که بینندگان به میل خود صدای آن را تنظیم می‌کردند. فیلم‌های این سینما را سینما مولن‌روژ تأمین می‌کرد.